# Informationscenter
Et informationscenter er en organisation eller afdeling som indsamler, lagrer og formidler informationer. Et informationscenter lægger ofte væsentlig vægt på arbejdet med at formidle informationer, fx gennem sit arbejde med analyse, bearbejdning, genpakning og profilering af informationer.
Et informationscenter er vanskeligt at afgrænse fra lignende institutioner, f.eks. bibliotek, dokumentationscenter, videnscenter o.lign.
Andersson & Skot-Hansen (1994, p. 12-14) diskuterer folkebibliotekets roller, herunder een rolle som informationscenter og en anden som videnscenter. Den betydning, der her lægges i informationscenter er knyttet til anvendelsen af moderne informationsteknologi. Der citeres også et synspunkt om at begrebet information vinder mere og mere frem på bekostning af begreberne kultur, uddannelse og folkeoplysning, fordi det virker mere neutralt end de sidstnævnte, "moralsk betændte" begreber. 